# كنعان (اسم)
كنعان هو اسم علم مذكر من أصل عربي، ومعناه هو سامي والاسم في التوراة بكسر الكاف، ومعنى الاسم الأرض المنخفضة وقيل الصبغ الأرجواني، والأول أصح، ولا حاجة لتأويل الاسم من الفعل كنع العربي، وتقبض وانضم.

## شخصيات تحمل الاسم
- كنعان أورن (رئيس تركي راحل وقائد انقلاب عسكري، 17 يوليو 1917 – 9 مايو 2015)
- كنعان باشا الأشقر (سياسي عثماني، – 16 فبراير 1659)
- كنعان بانانا (5 مارس 1936[3] – 10 نوفمبر 2003[3])
- كنعان حداد ( ضابط عراقي)
- كنعان بن نوح (الابن الرابع للنبي نوح)
- كنعان جوبان (ممثل تركي، 22 يناير 1975 – )
- كنعان دوغلو (مُغني پوپ تُركي، 31 مايو 1974[4] – )
- كنعان سميث (9 مارس 1999 – )
- كنعان شيمشك (مصارع هاوي تركي، 1968 – )
- كنعان مالك (26 يناير 1960 – )
- كنعان مكية (1949 – )

## وصلات خارجية
- موسوعة السلطان قابوس لأسماء العرب نسخة محفوظة 5 أبريل 2019 على موقع واي باك مشين.